# Vásárlási döntés
A vásárlási döntési folyamatok olyan döntési folyamatok, amelyeket a fogyasztó egy (potenciális) piaci tranzakcióval kapcsolatban egy termék vagy szolgáltatás megvásárlása előtt, közben és után hajt végre.
A vásárlási döntési folyamatokat a különböző tudományágak eltérő módon közelítik meg:
- A közgazdaságtudományi modellek túlnyomórészt kvantitatív jellegű modellek, amelyek a racionalitás, illetve (általában) a közel tökéletes informáltság feltételezésével élnek; amelyek mellett a fogyasztó maximalizálni igyekszik hasznosságát. Lásd: mikroökonómiai fogyasztáselmélet.
- A pszichológiai modellek a pszichológiai és kognitív folyamatokra koncentrálnak, vizsgálatuk homlokterében áll például a motíváció és a szükségletkielégítés vizsgálata. Ezek a modellek inkább kvalitatívak, mint kvantitatívak és igyekeznek beépíteni olyan szociológiai tényezőket is, mint a kultúra, illetve a család befolyásoló szerepe.
- A marketing-szakemberek által alkalmazott fogyasztói magatartási modellekre jellemző, hogy inkább gyakorlati indíttatásuak, ötvözik a közgazdaságtudományi, illetve pszichológiai modellek sajátosságait.

A gazdasági döntéshozatalról való gondolkodást forradalmasító Herbert Simon szerint a neoklasszikus közgazdaságtan tökéletes racionalitási és hasznosság-maximalizálási feltételezései a gazdasági szereplők vizsgálatában általában nem helytállóak, a valóságtól túlságosan elrugaszkodottak. Simon szerint egy ilyen racionális, minden alternatívát számba vévő folyamat túlságosan is bonyolult lenne, és már csak az emberek információ-feldolgozási képességeinek korlátozottsága miatt sem életszerű; a maximális hasznosságra való törekvés helyett a döntéshozók sokszor megelégszenek egy kielégítő megoldással is. Mindezen korlátozó tényezők beépítésével alkotta meg a döntéshozatal korlátozott racionalitást feltételező híres modelljét, amiért 1978-ban elnyerte a Közgazdasági Alfred Nobel-emlékdíjat. A gyakorlati szakemberek számára valóban sokszor fontos lehet a racionalitáson túli, például érzelmi tényezők, és egyéb nem racionális megfontolások vizsgálata is.